# Reginald Harding
Reginald Peregrine Harding, CB, DSO (* 3. Juli 1905; † 27. Dezember 1981) war ein britischer Offizier und zuletzt Generalmajor der British Army.

## Leben
Reginald Peregrine Harding, Sohn von John Reginald Harding, JP, und Elizabeth Margaret Harding, absolvierte nach dem Schulbesuch eine Offiziersausbildung am Royal Military College Sandhurst. Nach dem Abschluss wurde er am 29. Januar 1925 als Second Lieutenant in das Kavallerieregiment 5th/6th Dragoons übernommen, das 1927 zu 5th Inniskilling Dragoon Guards sowie schließlich 1935 zu 5th Royal Inniskilling Dragoon Guards umbenannt und 1938 mechanisiert wurde. Er fand in den folgenden Jahren zahlreiche Verwendungen als Offizier und wurde für seine militärische Verdienste während des Zweiten Weltkrieges zum Companion des Distinguished Service Order (DSO) ernannt.
Nach Kriegsende war Harding als Brigadier zwischen Oktober und Dezember 1946 erst Kommandeur der 22. Panzerbrigade (Commanding Officer, 22nd Armoured Brigade) beziehungsweise von Januar 1947 bis Juni 1949 Kommandeur der daraus hervorgegangenen 7. Panzerbrigade (Commanding Officer, 7th Armoured Brigade). Im August 1949 übernahm er den Posten als Kommandant des Ausbildungszentrums der Panzertruppe (Commandant, Royal Armoured Corps Centre) und hatte diesen bis Dezember 1951 inne.
Nach seiner Beförderung zum Major-General löste Reginald Harding im Dezember 1951 Generalmajor Ronald Cooke als Kommandeur der 49. Division (General Officer Commanding, 49th (West Riding) Division) ab und verblieb auf diesem Posten bis Dezember 1954, woraufhin Generalmajor Ralph Younger seine dortige Nachfolge antrat. Aufgrund seiner Verdienste wurde er im Rahmen der sogenannten „Birthday Honours“ am 1. Juni 1953 zum Companion des Order of the Bath (CB) ernannt. Zuletzt wurde er im Mai 1955 Nachfolger von Generalmajor Roger Bower als Kommandeur des Militärbezirks East Anglia (District Officer Commanding, East Anglian District), der aus der 54th (East Anglian) Division hervorgegangen war. Dieses Kommando hatte er bis zu seinem Eintritt in den Ruhestand im Juni 1958 inne und wurde daraufhin von Generalmajor Dennis Talbot abgelöst.
Harding war seit 1941 mit Elizabeth Mary Baker verheiratet, ehe diese Ehe später aufgelöst wurde.